# Voorzittend meester

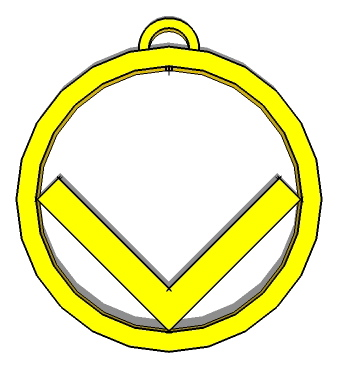
Het teken van voorzittend meester van de vrijmetselaars

Een voorzittend meester is het hoogste gezag binnen een vrijmetselaarsloge. Dit gezag wordt hem door de leden toevertrouwd; de voorzittend meester wordt democratisch verkozen. Hij vervult niet alleen de functie van voorzitter van de loge als vereniging, maar heeft ook de leiding over de rituele kant van de vrijmetselaarsbijeenkomsten.

## Verantwoordelijkheden
Een voorzittend meester is als voorzitter verantwoordelijk voor het bewaren van de harmonie in de loge. Als ritusleider is hij verantwoordelijk voor het behoud binnen zijn loge van de door de traditie gevestigde werkwijze van de Orde der Vrijmetselaren.

## Grootoosten der Nederlanden
Ter toelichting op de functie van voorzittend meester een tweetal citaten uit de Algemene Bepalingen Ordegrondwet van de Orde van Vrijmetselaren onder het Grootoosten der Nederlanden:
- 1. De Voorzittend Meester van de loge is verantwoordelijk voor het behoud binnen zijn loge van de door de traditie gevestigde werkwijze van de Orde en voor het bewaren van de harmonie in de loge.[1]

- 2. Niemand wordt als lid van de Orde aangenomen of toegelaten dan nadat hij in Open Loge in handen van de (fungerend) Voorzittend Meester de navolgende belofte heeft afgelegd:

Ik beloof het doel van de Orde naar vermogen door woord, geschrift, daad en voorbeeld, in handel en wandel te zullen voorstaan. Ik beloof gehoorzaamheid aan de wetten van de Orde en aan de besluiten van het Grootoosten. Ik beloof de verplichtingen, mij door of krachtens die wetten en besluiten opgelegd, getrouw te zullen nakomen en, gelet op het karakter van de Orde als besloten vereniging, te zullen eerbiedigen, wat mij als lid van die Orde wordt toevertrouwd.

## Aanspreektitels
De aanspreektitel van een voorzittend meester binnen de vrijmetselarij is in de graad van leerling-vrijmetselaar en gezel-vrijmetselaar Achtbare Meester, en die in de graad van meester-vrijmetselaar Eerwaarde Meester.

## Trivia
- In de 18e en begin 19e eeuw werd de voorzittend meester ook wel grootmeester genoemd.
- Een voormalig voorzittend meester noemt men gewezen voorzittend meester of Past Master.